# 坂出市

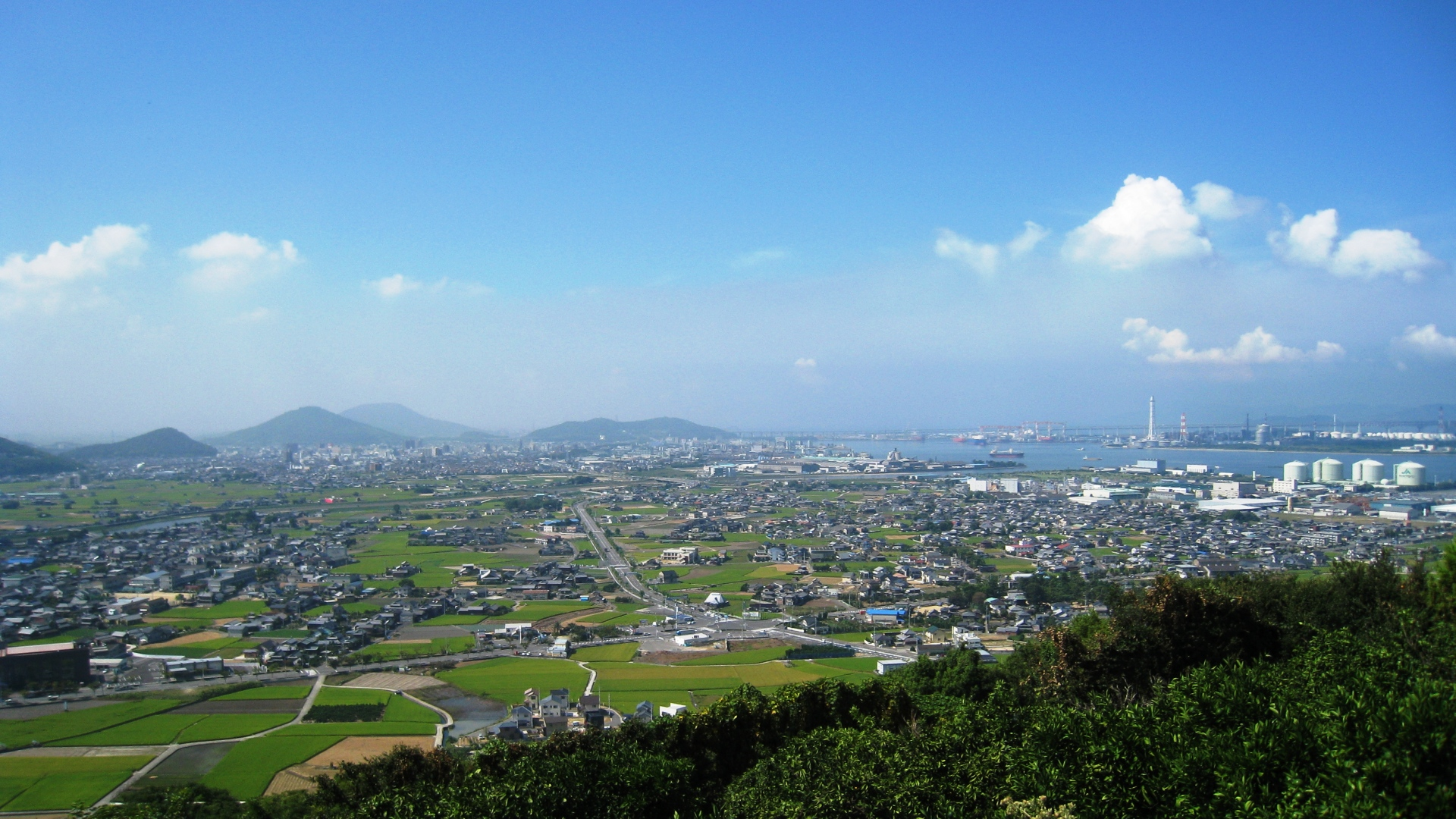
雄山から見た坂出市街地

坂出市（さかいでし）は、香川県の中央部に位置する市。
瀬戸内海に面し、瀬戸大橋の四国側玄関口に当たる。かつて沿岸部には塩田も多数見られたが、塩業整理により廃止された。塩田の廃止と前後して、番の州工業地帯、林田工業地帯などが造成され、沿岸部には工業地帯が造成された。

## 地理

坂出市中心部周辺の空中写真。
2021年1月21日撮影の18枚を合成作成。。

地名の語源は「宇多津の田尾坂を上って出た場所」。
瀬戸内海に面した北部は埋め立て地・干拓地であるため、平坦で標高が低い。北東部には高松市とに跨る丘陵・五色台があり、また南部も丘陵地帯である。市内の主な山としては、五色台、飯野山、城山、金山、雄山、雌山、笠山、常山が挙げられる。
南部には綾川の本流に府中ダムが建設され、府中湖が作られた。これ以外に坂出市を流れる主要な河川としては、大束川が挙げられる。なお、市内には滝もある。
坂出市の市域には瀬戸内海の塩飽諸島に属する島嶼部も含まれるものの、与島や櫃石島や岩黒島のように、瀬戸大橋によって四国と結ばれた島々が複数存在する。また、番の州工業地帯の埋め立て造成により瀬居島と沙弥島は、四国と陸続きになった。
なお、小与島、鍋島、小瀬居島、羽佐島、歩渡島、三つ子島、室木島、小裸島も坂出市に属する。
市外局番は市内全域が0877（丸亀MA）である。

### 人口
| |                                        |  |
| 坂出市と全国の年齢別人口分布（2005年） | 坂出市の年齢・男女別人口分布（2005年） |  |
| ■紫色 ― 坂出市 ■緑色 ― 日本全国 | ■青色 ― 男性 ■赤色 ― 女性              |  |
| 坂出市（に相当する地域）の人口の推移 \| 1970年（昭和45年） \| 64,147人 \| \| \| 1975年（昭和50年） \| 67,624人 \| \| \| 1980年（昭和55年） \| 66,290人 \| \| \| 1985年（昭和60年） \| 66,087人 \| \| \| 1990年（平成2年） \| 63,876人 \| \| \| 1995年（平成7年） \| 61,351人 \| \| \| 2000年（平成12年） \| 59,228人 \| \| \| 2005年（平成17年） \| 57,266人 \| \| \| 2010年（平成22年） \| 55,621人 \| \| \| 2015年（平成27年） \| 53,164人 \| \| \| 2020年（令和2年） \| 50,624人 \| \| |                                        |  |
| 総務省統計局 国勢調査より |                                        |  |
| 1970年（昭和45年） | 64,147人                               |  |
| 1975年（昭和50年） | 67,624人                               |  |
| 1980年（昭和55年） | 66,290人                               |  |
| 1985年（昭和60年） | 66,087人                               |  |
| 1990年（平成2年） | 63,876人                               |  |
| 1995年（平成7年） | 61,351人                               |  |
| 2000年（平成12年） | 59,228人                               |  |
| 2005年（平成17年） | 57,266人                               |  |
| 2010年（平成22年） | 55,621人                               |  |
| 2015年（平成27年） | 53,164人                               |  |
| 2020年（令和2年） | 50,624人                               |  |

## 歴史
- 1890年（明治23年）2月15日 - 町村制施行に伴い、阿野郡坂出村（さかいでむら）が町制施行し、阿野郡坂出町（さかいでちょう）が発足。
- 1899年（明治32年）4月1日 - 阿野郡が鵜足郡と合併して綾歌郡が発足。綾歌郡坂出町となる。
- 1933年（昭和8年）11月28日 - 「坂出町歌」（作詞・堀沢周安、作曲・杉江秀）を制定。市制施行後も「坂出市歌」に改題して引き継がれている。
- 1936年（昭和11年）6月1日 - 綾歌郡金山村を合併編入。
- 1936年（昭和11年）9月1日 - 綾歌郡西庄村を合併編入。
- 1942年（昭和17年）7月1日 - 綾歌郡林田村を合併編入し、市制施行して坂出市が成立。同時に市章を制定[3]。
- 1950年（昭和25年）3月16日 - 市内に昭和天皇の戦後巡幸。市民グラウンドに設けた坂出市奉迎場に昭和天皇を迎えた[4]。
- 1951年（昭和26年）4月1日 - 綾歌郡加茂村を合併編入。
- 1953年（昭和28年）4月1日 - 仲多度郡与島村を合併編入。
- 1954年（昭和29年）4月1日 - 綾歌郡府中村を合併編入。
- 1955年（昭和30年）1月1日 - 綾歌郡川津村の一部を合併編入。
- 1956年（昭和31年）7月1日 - 綾歌郡松山村・王越村を合併編入。現在の市域となった。
- 1998年（平成10年）2月20日 - 坂出送電塔倒壊事件発生。

## 行政
- 市長：有福哲二（2021年6月4日就任、1期目）
- 市会議員：定数20人

### 歴代市長
| 代           | 氏名         | 就任日        | 退任日         | 備考         |
| 官選坂出市長 | 官選坂出市長 | 官選坂出市長  | 官選坂出市長   | 官選坂出市長 |
| ------------ | ------------ | ------------- | -------------- | ------------ |
| 1            | 島田恭平     | 1942年8月13日 | 1945年11月30日 |              |
| 2            | 鎌田栄       | 1946年1月16日 | 1946年10月23日 |              |
| 公選坂出市長 |              |               |                |              |
| 3            | 鎌田正光     | 1947年4月8日  | 1949年5月25日  |              |
| 4            | 浜田専一     | 1949年7月21日 | 1953年6月28日  |              |
| 5            | 島田恭平     | 1953年7月14日 | 1961年7月11日  |              |
| 6            | 鎌田春吉     | 1961年7月12日 | 1969年7月11日  |              |
| 7            | 松浦薫       | 1969年7月12日 | 1973年7月11日  |              |
| 8            | 番正辰雄     | 1973年7月12日 | 1989年4月16日  |              |
| 9            | 松浦稔明     | 1989年6月6日  | 2009年6月3日   |              |
| 10           | 綾宏         | 2009年6月4日  | 2021年6月3日   |              |
| 11           | 有福哲二     | 2021年6月4日  |                |              |

### 姉妹都市・提携都市
- サウサリート市（アメリカ合衆国 カリフォルニア州）
  - 1988年2月2日姉妹都市提携
- ランシング市（アメリカ合衆国 ミシガン州）
  - 1996年4月12日友好都市提携

## 議会

### 市議会
- 定数：20人
- 任期：2019年5月2日 - 2023年5月1日
- 議長：斉藤義明
- 副議長：茨智仁

### 衆議院
- 選挙区：香川2区（高松市（旧国分寺町・香川町・香南町・塩江町・牟礼町・庵治町域）、丸亀市（旧綾歌町・飯山町域）、坂出市、さぬき市、東かがわ市、木田郡、綾歌郡）
- 任期：2021年10月31日 - 2025年10月30日
- 当日有権者数：258,730人
- 投票率：58.53％

| 当落 | 候補者名   | 年齢 | 所属党派   | 新旧別 | 得票数   | 重複 |
| ---- | ---------- | ---- | ---------- | ------ | -------- | ---- |
| 当   | 玉木雄一郎 | 52   | 国民民主党 | 前     | 94,530票 | ○    |
|      | 瀬戸隆一   | 56   | 自由民主党 | 元     | 54,334票 | ○    |

## 経済

### 産業
市の北西部には埋め立て地である番の州臨海工業団地が整備され、造船業や化学工業が盛んである。その東側には、林田・阿河浜地区臨海工業団地が整備され、こちらでは製造業が盛んであると共に、物流企業が多く集積する物流拠点としても機能している。またその他に、北東部の松ケ浦地区には塩業メーカーが立地する。
2010年の工業統計によれば、坂出市の製造品出荷額等は約7600億円である。香川県内においては2位の高松市（約3200億円）の2倍以上、四国全体においても今治市（約8900億円）、西条市（約8100億円）に次ぐ第3位の規模であり、新居浜市（約6100億円）や四国中央市（約6000億円）を凌ぐ。内訳としては、石油製品・石炭製品製造業が約70％を占める。
なお、今治市や西条市などの四国を代表する他の工業都市が平成の大合併において大規模な合併を行い、人口・経済規模を拡大させて上記の規模であるのに対し、坂出市は合併を行なっていない。

#### 番の州工業地帯
社内分社化等により、各企業の敷地には、多数の企業が存在する。
- 三菱ケミカル 香川事業所
- コスモ石油 坂出物流基地
- ライオンオレオケミカル
- 川崎重工業 坂出工場（一時期「川崎造船」として分社化されていた。所在地は「坂出市川崎町」）
- 四国電力 坂出発電所
- 松谷化学工業（希少糖の製造）
- YKK AP 四国製造所

#### 林田・阿河浜地区臨海工業団地
工業施設
- 全国農業協同組合連合会
- 四国段ボール（本社工場）

物流
- 花王
- 太平洋セメント
- トヨタ輸送
- ロジスティード

#### その他主な市内の企業
- 味匠（2018年破産、事業は株式会社さぬきに承継）
- 日本海水讃岐工場（かつての讃岐塩業）
- 鎌田醤油
- 日本ファインケム
- 日清製粉
- 東亞合成

など

### 名産
- ところてん（八十場、参考）
- 名物かまど（和菓子）
- 醤油 - 鎌田醤油の本社あり。

### 農業
- 三金時[5]
  - 金時人参 - 塩田跡地を中心に、2015年は約1800トンを収穫した[5]。
  - 金時芋[5]。
  - 金時みかん - 小原紅早生[5]。

## 教育

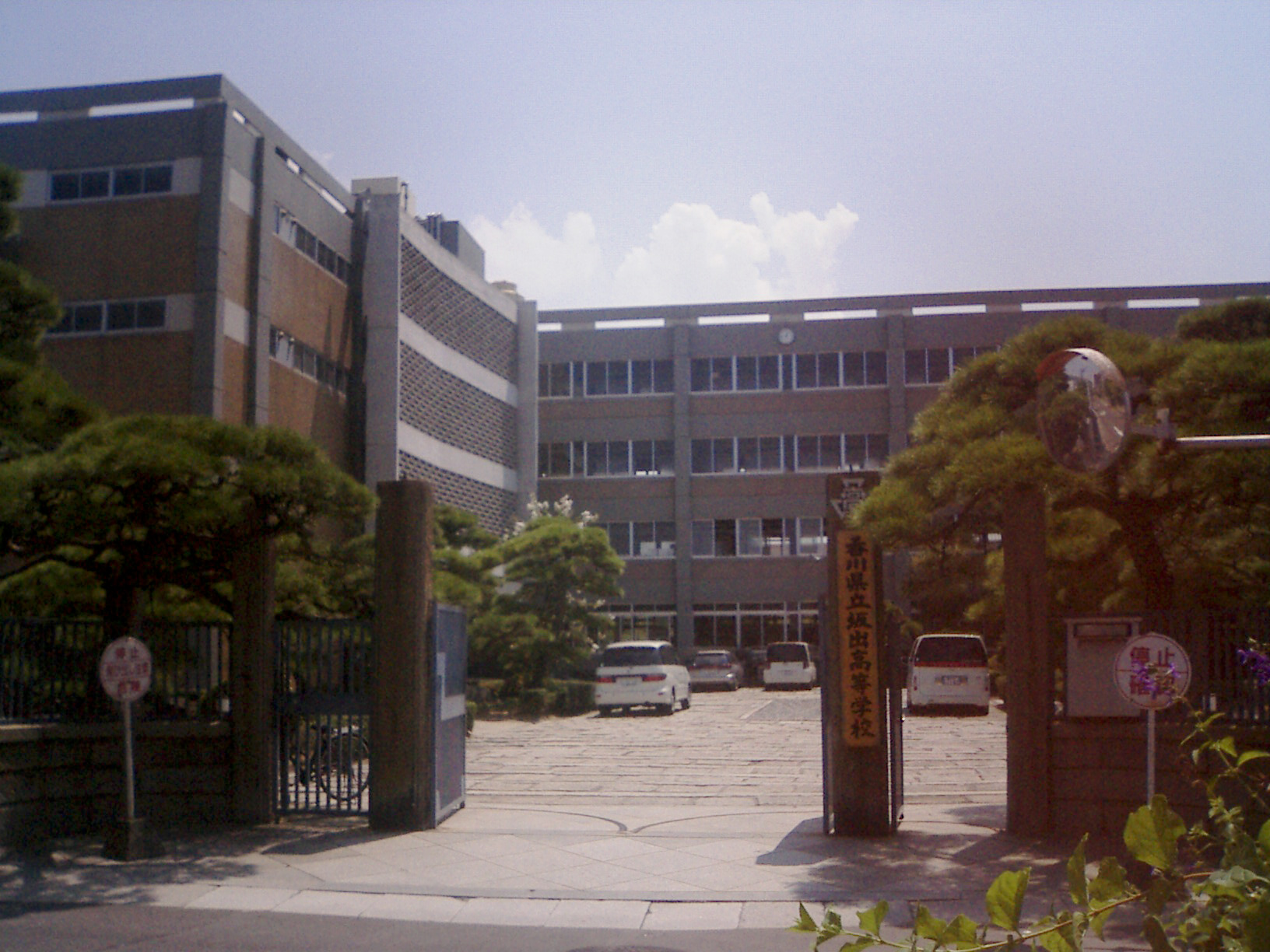
香川県立坂出高等学校

### 小学校
国立（1校）
- 香川大学教育学部附属坂出小学校

市立（11校）
- 坂出市立東部小学校
- 坂出市立坂出小学校
- 坂出市立林田小学校
- 坂出市立岩黒小・中学校
- 坂出市立金山小学校
- 坂出市立川津小学校
- 坂出市立王越小学校
- 坂出市立府中小学校
- 坂出市立松山小学校
- 坂出市立加茂小学校
- 坂出市立西庄小学校

閉校した小学校
- 坂出市立櫃石小学校 - 1946年に開校し、2016年より休校し、2018年に閉校した。
- 坂出市立瀬居小学校 - 1908年に開校し、2020年に閉校した

### 中学校
国立（1校）
- 香川大学教育学部附属坂出中学校

市立（5校）
- 坂出市立坂出中学校
- 坂出市立白峰中学校
- 坂出市立東部中学校
- 坂出市立岩黒小・中学校
- 坂出市立瀬居中学校

閉校した中学校
- 坂出市立櫃石中学校 - 1948年に開校し、2018年に閉校した。

### 高等学校
公立 (3校)
- 香川県立坂出高等学校
- 香川県立坂出商業高等学校
- 香川県立坂出工業高等学校

私立 (1校)
- 坂出第一高等学校

### 特別支援学校
- 香川大学教育学部附属特別支援学校

### 専修学校
- 坂出理容美容アカデミー（2021年閉校）[6]

## 交通

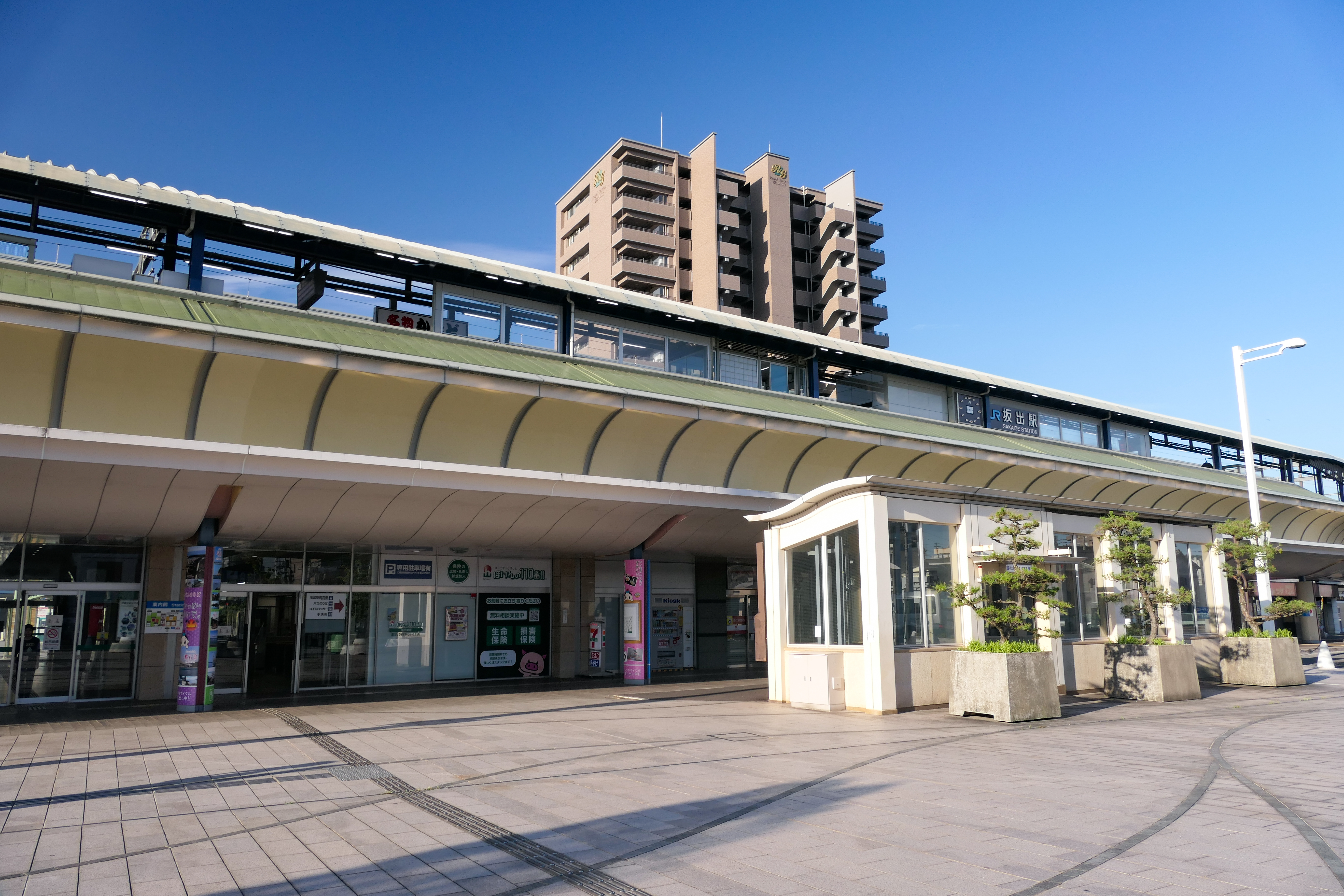
坂出駅

### 鉄道
坂出市の中心駅は坂出駅である。
四国旅客鉄道
- 瀬戸大橋線 - 岡山県から四国（高松方面）に入って最初の停車駅が、坂出駅である。
- 予讃線（高松市）- 讃岐府中駅 - 鴨川駅 - 八十場駅 - 坂出駅 -（宇多津町）
- 本四備讃線は瀬戸大橋の区間で市内を通るが、駅は無い。

### バス路線
- 琴参バス
- 坂出市営バス（コミュニティバス）

### 道路
高速道路
- 瀬戸中央自動車道 - 4 坂出北IC
- 瀬戸中央自動車道/高松自動車道坂出支線 - 5 坂出IC
- 高松自動車道 - 1-1 府中湖PA/スマートIC、2 坂出JCT.

一般国道
- 国道11号
- 国道30号（瀬戸中央自動車道）
- （国道319号：市内は全区間国道11号と重複）
- 国道438号

県道
- 香川県道16号高松王越坂出線
- 香川県道17号府中造田線
- 香川県道18号善通寺府中線
- 香川県道19号坂出港線
- 香川県道20号坂出停車場線
- 香川県道33号高松善通寺線
- 香川県道161号高松坂出線
- 香川県道180号鴨川停車場五色台線
- 香川県道184号綾川府中線
- 香川県道186号大屋冨築港宇多津線
- 香川県道187号林田府中線
- 香川県道188号城山鴨川線
- 香川県道189号城山川津線
- 香川県道192号瀬居坂出港線
- 香川県道193号川津丸亀線
- 香川県道273号櫃石島線
- 香川県道274号与島線
- 香川県道277号香川坂出丸亀自転車道線
- 香川県道281号五色台線（五色台スカイライン）

### 港湾
- 坂出港（重要港湾）- かつては塩田で製造した食塩の積み出し港として機能した。その後、番の州工業地帯、林田・阿河浜地区などの埋め立てにより工場が立地し、工業製品などを扱うようになった。21世紀初頭においては、四国で随一の貨物量を取り扱ってきたものの、2014年に須崎港に抜かれた[注釈 1]。
- 木沢港（地方港湾）
- 与島港（地方港湾）- 坂出、児島のほぼ中央に位置する与島の港湾である。付近には与島パーキングエリア、フィッシャーマンズワーフなどの商業施設が立地する。港湾区域内には鍋島があり、リチャード・ブラントンが設計した石造りの鍋島燈台が立っている。

## メディア

### 放送
ケーブルテレビ
- 香川テレビ放送網

地上波テレビ放送
基本的に善通寺市・三豊市市境の大麻山に建っている西讃岐中継局・琴平中継局か、市内雄山に建っている坂出東中継局か、市内向山に建っている坂出川津中継局からの電波を受信する。ただし、市域のごく一部では、高松市の前田山送信所からの電波を受信している世帯も見られる。
なお、地形的な理由などで、これらの施設からの電波が受信できない場合には、岡山県玉野市の岡山金甲山親局か、特に王越地区などでは倉敷児島局を受信する。しかし「倉敷児島局」からは従来通りNHK岡山の電波しか送信しないため、必要に応じて金甲山親局から送信される電波を受信するように変更するなどの対策が必要である。
| 局名                 | NHK高松 | NHK高松 | NHK岡山 | NHK岡山 | RNC  | KSB  | RSK  | TSC  | OHK  | 出力  | 偏波面 | 送信 場所 |
| 局名                 | 総合    | 教育    | 総合    | 教育    | RNC  | KSB  | RSK  | TSC  | OHK  | 出力  | 偏波面 | 送信 場所 |
| デジタルリモコン番号 | 1ch     | 2ch     | 1ch     | 2ch     | 4ch  | 5ch  | 6ch  | 7ch  | 8ch  | 出力  | 偏波面 | 送信 場所 |
| -------------------- | ------- | ------- | ------- | ------- | ---- | ---- | ---- | ---- | ---- | ----- | ------ | --------- |
| 西讃岐               | 24ch    | 13ch    | -       | -       | 15ch | 17ch | 21ch | 18ch | 28ch | 100 W | 水平   | 大麻山    |
| 琴平                 | -       | -       | -       | -       | 34ch | -    | -    | 40ch | -    | 1.9 W | 水平   | 大麻山    |
| 坂出東               | 39ch    | 37ch    | -       | -       | 41ch | 31ch | 43ch | 14ch | 16ch | 1 W   | 水平   | 雄山      |
| 岡山                 | -       | -       | 32ch    | 45ch    | 20ch | 30ch | 21ch | 18ch | 27ch | 2 kW  | 水平   | 金甲山    |
| 北讃岐               | 24ch    | 13ch    | -       | -       | -    | -    | -    | -    | -    | 200 W | 水平   | 金甲山    |
| 倉敷児島             | -       | -       | 32ch    | 51ch    | 15ch | 49ch | 21ch | -    | 47ch | 3 W   | 垂直   | 神道山    |
| 坂出川津             | -       | -       | -       | -       | 47ch | -    | -    | 49ch | -    | 0.3 W | 水平   | 向山      |

AMラジオ放送
- NHK高松第1放送：1368 kHz（高松局 出力5 kW）
- NHK高松第2放送：1035 kHz（高松局 出力1 kW）
- 西日本放送ラジオ：1449 kHz（丸亀局 出力1 kW）

FMラジオ放送
- NHK高松FM放送：86.0 MHz（高松局 出力1 kW）
- FM香川：78.6 MHz（高松局 出力1 kW）
- FMサン：76.1 MHz（コミュニティ放送 出力20 W）
- 西日本放送ラジオ（ワイドFM）：90.3 MHz（高松局 出力1 kW）

以下の岡山の放送波も受信できる。
- NHK岡山第1放送：603 kHz（岡山局 出力5 kW）
- NHK岡山第2放送：1386 kHz（岡山局 出力5 kW）
- RSKラジオ：1494 kHz（岡山局 出力10 kW）

- NHK岡山FM放送：88.7 MHz（岡山局 出力1 kW）
- FM岡山：76.8 MHz（岡山局 出力1 kW）
- RSKラジオ（ワイドFM）：91.4 MHz（岡山局 出力700 W）

## 施設
文化施設
- 香川県自然科学館

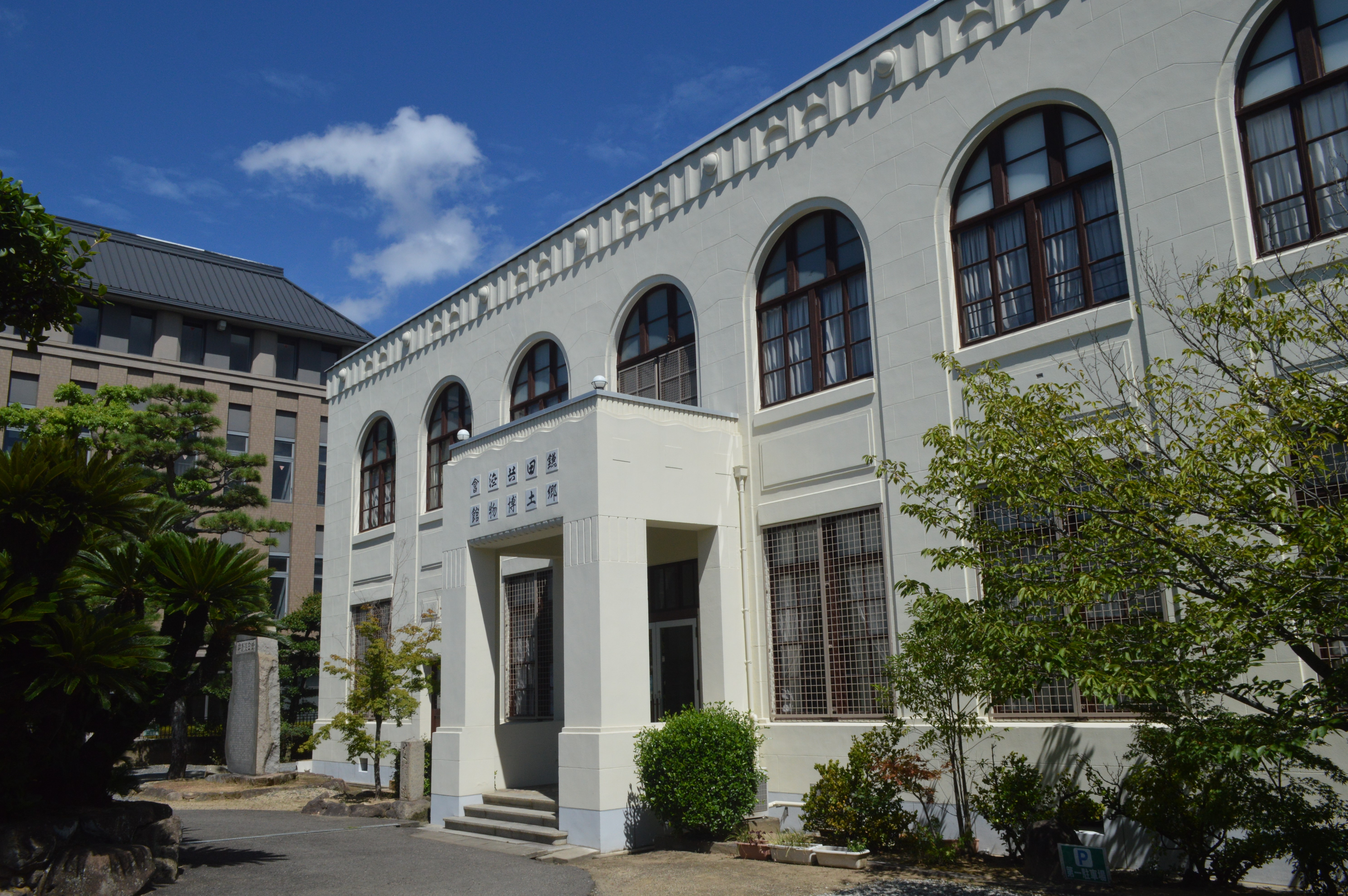
鎌田共済会郷土博物館

- 香川県立東山魁夷せとうち美術館 - 東山魁夷の作品を収蔵。
- 坂出市塩業資料館
- 坂出市郷土資料館 - 1919年築の旧香川県立坂出商業学校本館校舎を使用。
- 鎌田共済会郷土博物館 - 1922年に竣工した建物は国の登録有形文化財。
- 坂出市立大橋記念図書館

医療機関
- 坂出市立病院
- 総合病院回生病院
- 聖マルチン病院
- 医療法人社団 西山脳神経外科病院
- 五色台病院

スポーツ施設
- 坂出市立体育館
- 坂出市番の州球場

## 名所・旧跡・観光スポット
- 瀬戸大橋
- 瀬戸大橋記念公園
  - 瀬戸大橋記念館
  - 瀬戸大橋タワー
  - 道の駅瀬戸大橋記念公園
- 五色台
- 香風園
- 白峰宮
- 青海神社
- 神谷神社 - 本殿は国宝
- 天皇寺高照院（四国八十八箇所 79番札所）
- 白峯寺（四国八十八箇所 81番札所）
- 観音寺（新四国曼荼羅霊場 14番札所）
- 白峯陵 - 保元の乱の後に讃岐で崩御した崇徳上皇が葬られていた。四国にある唯一の天皇陵[8]
- 府中湖 - 付近は崇徳上皇配流の地であり、同上皇ゆかりの史跡が多い。
- ナカンダ浜に柿本人麻呂の碑がある。
- 国府が坂出市府中町にあり国の史跡に指定されている。菅原道真も讃岐守を拝任していた。

## 祭事・催事
- 坂出天狗まつり - 2月開催
- さかいで塩まつり - 5月開催
- さかいで大橋まつり - 8月開催
- 坂出市民大学 - 9月開催

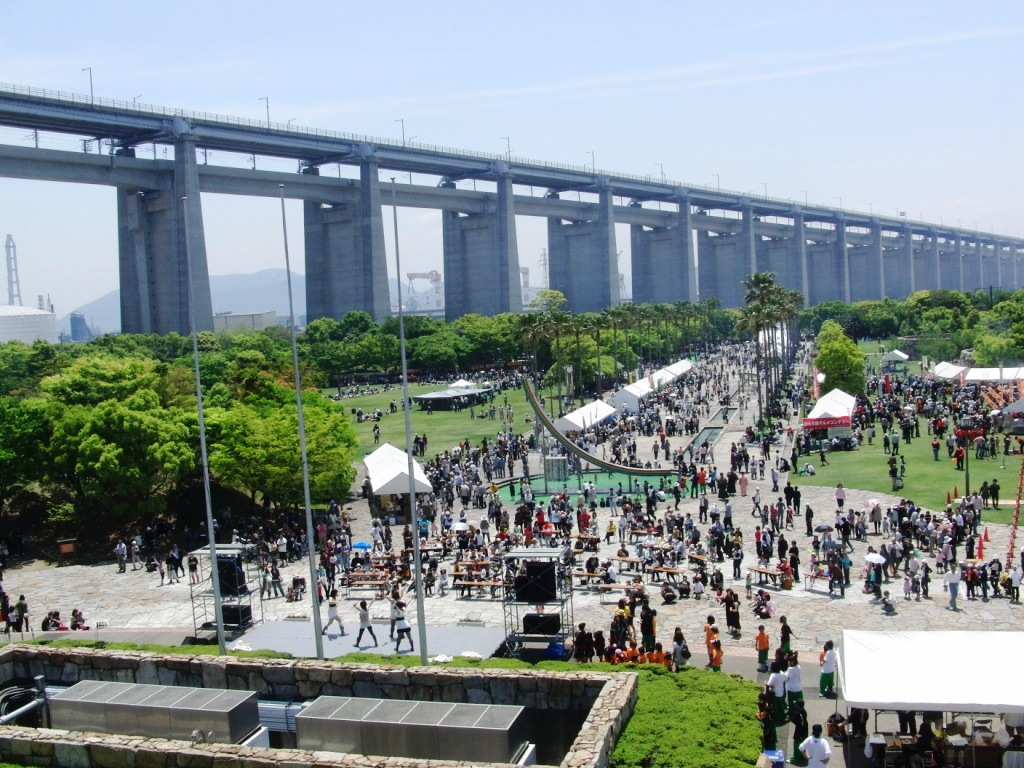
さかいで塩まつり

- さかいで光輝里（ひかり）フェスティバル - 冬のイルミネーション

## 坂出市を舞台とする作品
- BREAK-AGE
- 鷲尾須美は勇者である（結城友奈は勇者である -鷲尾須美の章-）
- がらくた[9]
- 新日本紀行「架橋の島々 〜香川県坂出市〜」（1982年2月3日、NHK）[10]

## 出身著名人

### 政治・経済
- 入谷泰生 - 実業家。SHKライン代表、新日本海フェリー社長。
- 鎌田勝太郎 - 醤油醸造業、鎌田産業社長、貴族院議員、衆議院議員、実業家、資産家。「坂出塩業の父」と言われる。
- 鎌田大三郎 - 酒造業、坂出銀行常務取締役、鎌田産業取締役。
- 津島壽一 - 参議院議員、防衛庁長官。

### 学術
- 佐藤勝彦 - 宇宙物理学者。インフレーション宇宙論提唱者。
- 中澤清 - 惑星科学者、東京工業大学教授・理学部長。
- 松尾豊 - 工学者、東京大学教授。ディープラーニングの概念を国内に普及させる。

### 文化・芸能
- 池井昌樹 - 詩人。
- 中河与一 - 小説家。
- 吉川洋一郎 - 作曲家。筑波大学芸術専門学群非常勤講師。
- 大島洋子 - ソプラノ歌手。
- 小濱妙美 - ソプラノ歌手。
- 多田羅迪夫 - バリトン歌手。
- ファンキー末吉 - ミュージシャン。爆風スランプ。
- 曽我部恵一 - ミュージシャン。サニーデイ・サービス。
- 前田知香 - タレント、歌手。
- 高畑結希 - 女優、SKE48の元メンバー

### スポーツ
- 錦洋慶祐 - 力士。
- 森安重勝 - 騎手。
- 三嶌誠司 - 競艇選手。
- 鈴木規夫 - プロゴルファー。
- 樋笠一夫 - プロ野球選手。
- 宮本真司 - バスケットボール選手。
- 平田薫 - プロ野球選手。
- 三野勝大 - プロ野球選手。
- 山中達也 - プロ野球選手。
- 松本直樹 - プロ野球選手。
- 末包昇大 - プロ野球選手。
- 東山玲士 - プロ野球選手。
- 喜田純鈴 - 新体操選手。
- 花車優 - 競泳選手。

### その他
- 谷本清 - 牧師、平和活動家。

### ゆかりのある人物
- 久米通賢 - 坂出塩田開発を行い、坂出発展の礎を築いた。

## ご当地キャラクター
2014年1月13日には坂出市のご当地キャラクターとして「さかいでまろ」が選ばれた。外見は平安時代に讃岐国府の国司を務めた菅原道真をイメージしており、手には坂出特産品の三金時の「金時いも」や「金時にんじん」を持ち、頭には「金時みかん」を乗せている。テーマソングとして「Let'sまろフレンズ」がある。
さかいでまろ誕生の経緯
坂出市が、当時人気を博していた、ご当地キャラクターのくまモンやバリィさんのように、「地元の魅力を発信できないか」との思いから、2013年9月に募集、開催（坂出市開催）した公認キャラクター公募に応募し、2位448票に選出され、その後の市民総選挙を経て、2014年より正式にご当地キャラクターとして活動を開始した。